# 직접곱
대수학에서 직접곱(直接곱, 영어: direct product)은 여러 개의 대수 구조들의 곱집합 위에 표준적으로 정의되는 대수 구조이다. 예를 들어, 여러 군들의 직접곱이나 가군들의 직접곱을 정의할 수 있다.

## 정의
같은 부호수 {\displaystyle \sigma }의 대수 구조들의 집합 {\displaystyle \{A_{i}\}_{i\in I}}의 직접곱
{\displaystyle \prod _{i\in I}A_{i}}
는 다음과 같은 {\displaystyle \sigma }-대수 구조이다.
- 집합으로서, {\displaystyle \prod _{i\in I}A_{i}}는 {\displaystyle A_{i}}들의 곱집합이다.
- {\displaystyle \sigma }의 각 {\displaystyle n}항 연산 {\displaystyle m}은 {\displaystyle \textstyle \prod _{i\in I}A_{i}} 위에 성분별로 정의된다. 즉, 구체적으로 다음과 같다.

{\displaystyle \left(m_{\prod _{i\in I}A_{i}}(a^{(1)},a^{(2)},\dots ,a^{(n)})\right)_{i}=m_{A_{i}}(a_{i}^{(1)},a_{i}^{(2)},\dots ,a_{i}^{(n)})\qquad \forall i\in I,\,\forall a^{(1)}\dots ,a^{(n)}\in \prod _{i\in I}A_{i}}
유한 개의 대수 구조들의 직접곱의 경우,
{\displaystyle \prod _{i=1}^{k}A_{i}=A_{1}\times A_{2}\times \cdots \times A_{k}}
와 같이 쓴다.
대수적 구조 다양체의 범주에서, 이는 범주론적 곱과 같다.

## 예

### 군의 직접곱
군의 경우, 직접곱은 반직접곱의 특수한 경우다. 즉, 반직접곱 {\displaystyle N\rtimes _{\phi }H}에서, 군의 작용 {\displaystyle \phi \colon H\to \operatorname {Aut} (N)}이 자명한 작용(항등 함수)라면, 이는 직접곱이 된다.
유한 개의 아벨 군들의 직접곱은 직합과 같다. 그러나 무한 개의 아벨 군들의 직접곱은 같은 아벨 군들의 직합과 일반적으로 다르며, 직합은 직접곱의 부분군을 이룬다.

### 가군의 직접곱
주어진 환에 대한 (좌) 가군의 경우, 유한 개의 직접곱은 직합과 같다. 그러나 무한 개의 가군들의 직접곱은 일반적으로 같은 가군들의 직합과 다르며, 직합은 직접곱의 부분 가군을 이룬다.

### 집합의 직접곱
자명한 대수 구조로 간주하였을 때, 집합의 직접곱은 곱집합이다.

## 같이 보기
- 반직접곱
- 곱 (범주론)
- 직합
- 자유곱

## 참고 문헌
- Lang, Serge (2002). 《Algebra》. Graduate Texts in Mathematics (영어) 211 3판. Springer. doi:10.1007/978-1-4613-0041-0. ISBN 978-1-4612-6551-1. ISSN 0072-5285. MR 1878556. Zbl 0984.00001.